# Ampithoe helleri
Ampithoe helleri is een vlokreeftensoort uit de familie van de Ampithoidae. De wetenschappelijke naam van de soort is voor het eerst geldig gepubliceerd in 1975 door Karaman.